# Удлігенсвіль
Удлігенсвіль (нім. Udligenswil) — громада  в Швейцарії в кантоні Люцерн, виборчий округ Люцерн-Ланд.

## Географія
Громада розташована на відстані близько 75 км на схід від Берна, 9 км на північний схід від Люцерна.
Удлігенсвіль має площу 6,2 км², з яких на 10,4% дозволяється будівництво (житлове та будівництво доріг), 64,7% використовуються в сільськогосподарських цілях, 23,7% зайнято лісами, 1,1% не є продуктивними (річки, льодовики або гори).

## Демографія
2019 року в громаді мешкало 2294 особи (+4,7% порівняно з 2010 роком), іноземців було 12,2%. Густота населення становила 369 осіб/км².
За віковим діапазоном населення розподілялося таким чином: 22,5% — особи молодші 20 років, 59,2% — особи у віці 20—64 років, 18,3% — особи у віці 65 років та старші. Було 913 помешкань (у середньому 2,5 особи в помешканні).
Із загальної кількості 427 працюючих 64 було зайнятих в первинному секторі, 55 — в обробній промисловості, 308 — в галузі послуг.